# William Thomas Clark
William Thomas Clark (Norwalk (Connecticut), 29 juni 1831 - New York, 12 oktober 1905) was een brigadegeneraal van de Noordelijke staten tijdens de Amerikaanse Burgeroorlog. In november 1865 werd hij gepromoveerd tot generaal-majoor.
Na de oorlog vertrok Clark naar Galveston in Texas, waar hij goed bevriend raakte met de plaatselijke zwarte bevolking. In 1869 werd hij gekozen voor het Huis van Afgevaardigden. In 1872 werd hij niet herkozen.

## Militaire loopbaan
- First Lieutenant: 2 november 1861[2]
- Captain: 5 maart 1862[3][2]
- Lieutenant Colonel:[2]
- Brevet Brigadier General: 22 juli 1864[2]
- Brigadier General: 1865
- Brevet Major General: 24 november 1865[2]

- International Standard Name Identifier: 0000 0000 5454 9809
- Library of Congress Control Number: nr92018362
- SNAC: w6jm3pmg
- Biographical Directory of the United States Congress: C000455
- Virtual International Authority File: 7253757
- WorldCat: E39PBJfh6TjrFMvWFjpw3Hxv73